# 卡斯特兰扎
卡斯特兰扎（義大利語：Castellanza），是意大利瓦雷泽省的一个市镇。总面积6.92平方公里，人口14374人，人口密度2077.2人/平方公里（2009年）。国家统计（ISTAT）代码为012042。